# 原田由佳
- 原田ゆか
- 原田由佳

原田 ゆか（原田 由佳、はらだ ゆか、1970年1月15日 - ）は、日本の女性シンガーソングライター。有限会社ギルドBの代表取締役（代表者）。身長は165cm、血液型はO型。
Angel Noteに所属しており、主にPCゲームのテーマソングを中心に活動している。

## 芸名歴
- 1994年 - 1998年、ゆか。
- 未留来くるみ（2000年のみ）→みるくくるみ
- 広木由架
- 広田由佳（廣田由佳）
- Riryka
- 現在、原田ゆか（原田由佳）。

## 経歴
1994年、SWITCHのコーラス・ダンス担当「ゆか」としてデビュー。シングル8枚・アルバム3枚を発売。
1998年、SWITCH解散後シンガーソングライターとして活動。ツアーコーラス参加（及川光博・ジャニーズ・大黒摩季など）、アーティストのボイストレーニング、CMソング歌唱提供多数。
1999年、ESPミュージックアカデミー講師着任。
2005年、京都造形大学ボイストレーナー講師着任。
2006年までは未留来くるみ（2000年のみ）→みるくくるみという名義で活動していた。
2007年、Rirykaとしてアニメ・ゲームなどの主題歌歌唱。呼び方は常にRiryka様である。
2012年、広田由佳名義の1stアルバム『kiss&hug』発売。
2013年、東京スクールオブミュージック講師着任。
2019年、有限会社ギルドBを引き継ぎ、企画製作キャスティングを始める。
2020年7月より、南青山にてプライベートレッスンおよびオンラインレッスン、ボーカルレコーディングを開始。
2021年、佐藤浩市『役者唄 60 ALIVE』アルバムプロデュース。
2022年、「大黒摩季 30th Anniversary Best Live Tour 2022-23 -SPARKLE-」参加。

## 人物
音楽ジャンルはポップス、萌えソングからロックや演歌まで。普段は低い声をしているが、歌声を曲調に応じて使い分ける。
旧名である「みるくくるみ」は、Angel Noteに入った当時の本人が「くるみ」を含めた可愛い名前を使いたいと考えていたことから付いた。「みるくくるみ」時代に作った曲は現在のロック中心と違い、主にアイドル系の楽曲を発表していた。現在は「みるくくるみ」時代のことを『ピンク』・『さなぎ』・『前世』・『みるくる』等と呼んでいる。
ブログでのコメント書き込み名や1人称として「Riryka様」と書く時がある。よって、通常時もファンや周りから「Riryka様」と呼ばれている。ライブでのマイクパフォーマンス時は『闇の世界から来た女王様キャラ』として振る舞い、男性の観客をいじりながら笑いを取る。
彼女のライブに来る男性の観客には常に「かっこよく、やさしく、そして熱い紳士」であることを要求している。基本的にオタ芸も含めて、観客の応援スタイルには寛容な姿勢をとっており、ファンは自発的に騒いでも、静かに聴いても、土下座をしても良いことになっている（観客の土下座は2008年夏に秋葉原の石丸電気で行われた「Aiai Music Carnival」でのライブで、持ち前の女王様キャラやパワフルな歌声で強烈な印象を観客に残し、結果一部の観客が自発的に土下座をするようになったのがきっかけである。なお、その際は共演者のTHE ポッシボー、キャナァーリ倶楽部等目当てで来ていた観客が大半であった）。そのため、彼女のライブを初めて見た観客が呼称を知らずに呼び捨てで名前を呼んでしまうと、ステージ上から『Riryka様とお呼びなさい!』と注意を行う。ライブでは観客に野太い声で「おー」と言わせて、彼女自身が気持ち良くなるのがお約束となっている。理由は「高い声で応援されるより、正面からぶつかってくるような低音（＝男らしさ）を子宮で感じたい」ということで始まった。この他にもステージ上で使われた曲のゲーム名・メーカー名、さらに歌っている曲の歌詞まで毎回のように忘れる。
ライブによってはオタ芸を繰り広げる会場前半分と、静かに観覧する後半分の客とで反応が極端に違うことがあり、特に前半分のことを本人は「Rirykaマニア」と呼んで彼女のMCのサポート役にさせる。その一例として、彼女のマイクスタンドの代わりとして最前列にいる観客の一人に両手でマイクを持たせる「人間マイクスタンド技」がある。なお「女王様キャラ」はRirykaと名乗ってから始まったものであり、彼女本来の性格ではない。そして「鞭を持つ」と発言はするものの、実際に暴力や意地悪・強制を行うこともない。むしろ観客を笑わせることの方が多いために本人曰く「Riryka様」のSは「サド」の意味ではなく「皆様を素敵な精神世界へ連れて行くサービス」の意味として振舞っているという。
ライブの感想として歌への評価に加えて、上記の行動により「MCが面白い」と言われることがある。（他にも「音曲漫談」や「芸人」と言われたこともある）また、本人は「かっこよく決めているのにそう言われるのは心外」と否定しているものの、なかせひなとのネットラジオ『ひなとRirykaのキラキラスパイス』の開始以降、彼女の「女王様キャラ」を自分から何度も崩したり、崩されたりしている。
年齢は非公表だが、自称「400年くらい生きている」としている。
ライブは2007年春頃から首都圏のライブハウスで、2週間～3ヶ月に1回のペースで行っている。声優のなかせひなと仲が良い。この縁は、なかせがAngel Noteで歌手活動するきっかけとなり、後に共同でCDを出したり、ラジオ番組開始にもつながっている。この他に自身のサインもなかせに考えてもらったものを使っている。なお、なかせからは「りりかん」と呼ばれている。他に真理絵と交流が深い。
過去にはSIAM SHADEなどのアーティストのバックコーラスの経験を持っている。これは2008年に川崎で行われたライブで、その時の対バンが遠藤一馬だったことで『キラキラスパイス』で後日発表された。なお、遠藤には『Riryka』の正体を当日まで伝えていなかった。
夜中に手の込んだ料理を作るのが趣味で、酒を飲んで気分が良くなると、蕎麦つゆをダシから作ったり、ピザや餃子を焼いたりすることがあるという。なお、作った料理の写真は時々彼女のブログに載ることがある。音楽活動と違って料理は思ったものがすぐ形になるので、遊びや実験感覚で作れるという。
焼酎を甕で取り寄せて自宅に置くほどの大の酒好きである。中には黒糖焼酎を探す為に奄美まで行ったことがある。酒以外では中国茶や紅茶をよく飲むという。
ブログなどの文章は簡潔に書くことが多く、「チェキラッチョ」「ハハハ」「エライちゃん」という表現を使う。これにより、『キラキラスパイス』では番組プロデューサへの呼称として「エライちゃん」という言葉が使用されている。

## ディスコグラフィ

### シングル
| 枚  | 発売日        | タイトル                          | 規格品番  | レーベル        | 備考                                                                    | 最高位 |
| --- | ------------- | --------------------------------- | --------- | --------------- | ----------------------------------------------------------------------- | ------ |
| 1st | 2007年1月24日 | Bravin' Bad Brew                  | LHCM-1027 | Mellow Head     | テレビアニメ『Venus Versus Virus』オープニングテーマ                    | 65位   |
| 2nd | 2007年5月23日 | Perfect tears                     | LACM-4373 | ランティス      | PCゲーム『Clear -クリア-』イメージソング                                | 92位   |
| 3rd | 2008年4月4日  | 約束〜YAKUSOKU〜/笑顔のおすそわけ |           | Star Rose label | PCゲーム『狩霊士〜退魔は一日にして成らず〜 あなざ〜』オープニングテーマ |        |
| 4th | 2008年6月27日 | Prime Star/僕らの未来             | SRL-2003  | Star Rose label | PCゲーム『プリマ☆ステラ』オープニングテーマ/エンディングテーマ          | 圈外   |

### アルバム
| 枚           | 発売日         | タイトル       | 規格品番   | レーベル                       | 最高位     |
| Riryka名義   | Riryka名義     | Riryka名義     | Riryka名義 | Riryka名義                     | Riryka名義 |
| ------------ | -------------- | -------------- | ---------- | ------------------------------ | ---------- |
| 1st          | 2008年6月4日   | Brilliant sign | LHCA-5088  | Mellow Head                    | 圈外       |
| 広田由佳名義 |                |                |            |                                |            |
| 1st          | 2012年10月27日 | kiss&hug       | SDPR-0002  | スカイドッグエンタテインメント |            |

### コンピレーション
| 発売日   | 商品名 | 歌                                                            | 楽曲                                             | 備考                                                                                         |
| 2000年   | 2000年 | 2000年                                                        | 2000年                                           | 2000年                                                                                       |
| -------- | --- | ------------------------------------------------------------- | ------------------------------------------------ | -------------------------------------------------------------------------------------------- |
| 10月6日  | Love Call Original image song                                                                               | 未留来くるみ                                                  | 「In my heart」                                  | PCゲーム『Love Call』オープニングイメージソング                                              |
| 10月6日  | Love Call Original image song                                                                               | 未留来くるみ                                                  | 「You are the only one」                         | PCゲーム『Love Call』エンディングイメージソング                                              |
| 2001年   | |                                                               |                                                  |                                                                                              |
| 6月21日  | DANCEHALL DIVAS                                                                                             | 広木由架                                                      | 「NAMIDA WO FUITE」                              |                                                                                              |
| 7月19日  | 蒐集者～コレクター～ Original Image Songs                                                                   | みるくくるみ                                                  | 「Still You」                                    | PCゲーム『蒐集者～コレクター～』イメージソング                                               |
| 12月19日 | 魔装機神サイバスター Vocal Edition EARTH ARK                                                                | 広木由架                                                      | 「夢の果て」                                     | テレビアニメ『魔装機神サイバスター』関連曲                                                   |
| 2004年   | |                                                               |                                                  |                                                                                              |
| 1月28日  | ジュエルスオーシャン サウンドトラック                                                                       | みるくくるみ                                                  | 「INNOCENT」                                     | PCゲーム『ジュエルスオーシャン』オープニングテーマ                                           |
| 2005年   | |                                                               |                                                  |                                                                                              |
| 3月24日  | TVアニメ『GIRLSブラボー』second season イメージヴォーカルアルバム GO! GO! GIRLS!                            | みるくくるみ                                                  | 「花が咲く景色の中で」                           | テレビアニメ『GIRLSブラボー second season』挿入歌                                            |
| 4月27日  | Angelic Gift -Angel Note BEST COLLECTION-                                                                   | みるくくるみ                                                  | 「虹の向こう」                                   | PCゲーム『風の継承者』オープニングテーマ                                                     |
| 8月26日  | Studio Ryokucha Vocal Music Collection 音の出る緑茶                                                         | みるくくるみ                                                  | 「ロック♥オン♥ユー」                             | PCゲーム『でいじーちぇーん 〜TERMINATOR GIRL〜』オープニングテーマ                           |
| 11月25日 | プリンセス小夜曲 初回特典スペシャルCD「るんるんらーの巻」                                                   | 「君と二人で」                                                | PCゲーム『プリンセス小夜曲』エンディングテーマ   |                                                                                              |
| 2006年   | |                                                               |                                                  |                                                                                              |
| 8月10日  | おしえて Re:メイド Original Sound Track                                                                     | みるく・くるみ                                                | 「MISS YOU」                                     | PCゲーム『おしえて Re:メイド』オープニングテーマ                                             |
| 8月23日  | Utopia -Angel Note Best Collection II-                                                                      | みるくくるみ                                                  | 「REAL」                                         | PCゲーム『HORIZONT』オープニングテーマ                                                       |
| 8月23日  | Utopia -Angel Note Best Collection II-                                                                      | みるくくるみ                                                  | 「空にキス」                                     | PCゲーム『スクールなびげーしょん！』オープニングテーマ                                       |
| 8月23日  | Utopia -Angel Note Best Collection II-                                                                      | みるくくるみ                                                  | 「IN THE DARK」                                  | PCゲーム『THE GOD OF DEATH』オープニングテーマ                                               |
| 8月23日  | Utopia -Angel Note Best Collection II-                                                                      | みるくくるみ                                                  | 「月光花」                                       | PCゲーム『THE GOD OF DEATH』エンディングテーマ                                               |
| 5月10日  | 陽気なギャングが地球を回す オリジナル・サウンドトラック                                                     | 広田由佳、塩谷達也                                            | 「One More Time」                                | 『陽気なギャングが地球を回す』                                                               |
| 2007年   | |                                                               |                                                  |                                                                                              |
| 3月7日   | BELLES DIVAS -Angel Note Best Collection III-                                                               | Riryka                                                        | 「傷跡」                                         | PCゲーム『魔法天使ミサキ2』オープニングテーマ                                                |
| 3月21日  | アノニマス ORIGINAL SOUND TRACK                                                                             | Riryka                                                        | 「Blood Knife」                                  | PCゲーム『アノニマス』オープニングテーマ                                                     |
| 3月21日  | アノニマス ORIGINAL SOUND TRACK                                                                             | Riryka                                                        | 「あなただけは…」                                | PCゲーム『アノニマス』エンディングテーマ                                                     |
| 6月29日  | GWAVE 2006 2nd Strike                                                                                       | Riryka                                                        | 「オレンジ」                                     | PCゲーム『巫女さんファイター!涼子ちゃん』                                                    |
| 9月26日  | Clear -クリア- vocal mini album                                                                             | Riryka                                                        | 「硝子のLoneliness」                             | PCゲーム『Clear -クリア-』オープニングテーマ                                                 |
| 9月26日  | Clear -クリア- vocal mini album                                                                             | Riryka                                                        | 「Brilliant Days」                               | PCゲーム『Clear -クリア-』エンディングテーマ                                                 |
| 12月21日 | 神楽奏演集                                                                                                  | Riryka                                                        | 「月光〜君恋し夜〜」                             | PCゲーム『月神楽』オープニングテーマ                                                         |
| 2008年   | |                                                               |                                                  |                                                                                              |
| 6月27日  | BE NUTS ABOUT ANGELS -Angel Note Best Collection IV-                                                        | Riryka                                                        | 「みだれ髪」                                     | PCゲーム『夏神』オープニングテーマ                                                           |
| 8月29日  | Sing Song Swing -Angel Note Best Collection V-                                                              | Riryka                                                        | 「色褪せた旋律」                                 | PCゲーム『セイクリットグラウンド』オープニングテーマ                                         |
| 8月29日  | Sing Song Swing -Angel Note Best Collection V-                                                              | Riryka                                                        | 「NAMIDA」                                       | PCゲーム『ユニティマリアージュ〜ふたりの花嫁〜』挿入歌                                       |
| 8月29日  | Sing Song Swing -Angel Note Best Collection V-                                                              | Riryka                                                        | 「誇り高き勇者」                                 | PCゲーム『マジカライド』挿入歌                                                               |
| 8月29日  | Sing Song Swing -Angel Note Best Collection V-                                                              | Riryka                                                        | 「薔薇に抱かれて」                               | PCゲーム『Maria 天使のキスと悪魔の花嫁』オープニングテーマ                                   |
| 8月29日  | Sing Song Swing -Angel Note Best Collection V-                                                              | Riryka                                                        | 「宝物」                                         | PCゲーム『るいは智を呼ぶ』エンディングテーマ                                                 |
| 9月12日  | それは舞い散る桜のように 完全版 ミニアルバム「principle」                                                   | Riryka                                                        | 「principle」                                    | PCゲーム『それは舞い散る桜のように 完全版』オープニングテーマ                                |
| 11月26日 | 片恋いの月 オリジナルサウンドトラック                                                                       | Riryka                                                        | 「Moon Garden 〜恋物語〜」                       | PCゲーム『片恋いの月えくすとら』挿入歌                                                       |
| 12月19日 | ダンジョンクルセイダーズ2 〜永劫の楽土〜 オリジナルサウンドトラック                                         | 中瀬ひな、Riryka                                              | 「Crusader Dream」                               | PCゲーム『ダンジョンクルセイダーズ2 〜永劫の楽土〜』オープニングテーマ                       |
| 12月25日 | 百合ームコロッケ                                                                                            | Riryka                                                        | 「Blue Butterfly」                               | テレビアニメ『喰霊-零-』イメージソング                                                       |
| 2009年   | |                                                               |                                                  |                                                                                              |
| 1月30日  | Evolution それは舞い散る桜のように 完全版 Arrangement Album                                                 | Riryka                                                        | 「days -orchestra ver-」                         | PCゲーム『それは舞い散る桜のように 完全版』関連曲                                            |
| 4月24日  | コンチェルトノート ORIGINAL SOUND TRACK                                                                     | Riryka                                                        | 「あの頃のように」                               | PCゲーム『コンチェルトノート』エンディングテーマ                                             |
| 5月29日  | MR2プロジェクト                                                                                             | Riryka                                                        | 「紅く染めて」 「ANDANTE」 「Paranoic」          |                                                                                              |
| 5月29日  | MR2プロジェクト                                                                                             | Mint×Riryka                                                   | 「恋愛的三角鈴」                                 |                                                                                              |
| 5月29日  | MR2プロジェクト                                                                                             | 片霧烈火×Riryka×Mint                                          | 「EXIT」 「約束〜our precious time〜」           |                                                                                              |
| 6月26日  | Stellar☆Theater Maxi CD                                                                                     | Riryka                                                        | 「Rhythm-MAX」                                   | PCゲーム『Stellar☆Theater』オープニングテーマ                                                |
| 8月15日  | モナリザ・カルトガーデン歌集                                                                                | Riryka                                                        | 「PrismGarden」                                  | PCゲーム『モナリザ カルトガーデン』エンディングテーマ                                        |
| 8月28日  | Heartful Moment -Angel Note Best Collection VI-                                                             | Riryka                                                        | 「笑顔に逢いたくて」                             | PCゲーム『さらさらささら』オープニングテーマ                                                 |
| 2010年   | |                                                               |                                                  |                                                                                              |
| 1月29日  | メルクリア〜水の都に恋の花束を〜 Premium Maxi Single 03 青い花                                              | Riryka                                                        | 「青い花」                                       | PCゲーム『メルクリア 〜水の都に恋の花束を〜』挿入歌                                          |
| 4月21日  | Cross Days Original Sound Track                                                                             | Riryka                                                        | 「砂時計」                                       | PCゲーム『Cross Days』エンディングテーマ                                                     |
| 4月23日  | 神楽奏 Vol.01                                                                                               | Riryka                                                        | 「everlasting」                                  | PCゲーム『神楽学園記』オープニングテーマ                                                     |
| 5月28日  | PROVIDENCE -Angel Note Best Collection VII-                                                                 | Riryka                                                        | 「そらをとぶふねのうた」                         | PCゲーム『そらふね』オープニングテーマ                                                       |
| 5月28日  | PROVIDENCE -Angel Note Best Collection VII-                                                                 | Riryka                                                        | 「Sparkle days」                                 | PCゲーム『マジカルウィッチコンチェルト』エンディングテーマ                                   |
| 5月28日  | PROVIDENCE -Angel Note Best Collection VII-                                                                 | Riryka、なかせひな                                            | 「Get the Future」                               | PCゲーム『ルーンオロド』オープニングテーマ                                                   |
| 7月30日  | MR2プロジェクト Close Encounters of the 2nd Kind                                                            | 片霧烈火×Riryka×Mint                                          | 「UNDO」 「Vibration」 「River's Edge」          |                                                                                              |
| 7月30日  | MR2プロジェクト Close Encounters of the 2nd Kind                                                            | Mint×Riryka                                                   | 「Glamorous×Dangerous」                          |                                                                                              |
| 7月30日  | MR2プロジェクト Close Encounters of the 2nd Kind                                                            | Riryka                                                        | 「嘘つき」 「TRIP」                              |                                                                                              |
| 2011年   | |                                                               |                                                  |                                                                                              |
| 1月1日   | ROSEBLEU ORIGINAL SONG CD EX                                                                                | Riryka                                                        | 「MEMORY IMPACT」                                | PCゲーム『Stellar☆Theater ENCORE』オープニングテーマ                                         |
| 5月6日   | ORANGE CANDY BOX -Angel Note Best Collection Volume VIII-                                                   | Riryka、なかせひな                                            | 「shining brightly」                             | PCゲーム『ナイトカーニバル!』オープニングテーマ                                              |
| 5月6日   | ORANGE CANDY BOX -Angel Note Best Collection Volume VIII-                                                   | Riryka                                                        | 「everlasting」                                  | PCゲーム『神楽道中記』オープニングテーマ                                                     |
| 2013年   | |                                                               |                                                  |                                                                                              |
| 1月23日  | 「めぐる季節の約束と、つないだその手のぬくもりと」主題歌CD                                                  | Riryka                                                        | 「夏へのとびら」                                 | 2013年発売中止のPCゲーム『めぐる季節の約束と、つないだその手のぬくもりと』オープニングソング |
| 2月28日  | 「Stellar☆Theater PORTABLE」初回限定版 同梱特典 BAL MUSIC FACTORY謹製！『すてしあ』オープニングアンソロジー | Riryka                                                        | 「恋愛天体物理学」                               | PCゲーム『Stellar☆Theater PORTABLE』オープニングテーマ                                       |
| 3月29日  | Venus Voice -Angel Note Best Collection Volume IX-                                                          | Riryka                                                        | 「夕焼けのマージナル」                           | PCゲーム『たいせつなきみのために、ぼくにできるいちばんのこと』オープニングテーマ             |
| 2014年   | |                                                               |                                                  |                                                                                              |
| 5月2日   | To the Brilliant Future -Angel Note Best Collection Volume X-                                               | Riryka                                                        | 「疾るセカイと僕らのミライ」                     | PCゲーム『ミライセカイのプラネッタ』オープニングテーマ                                       |
| 5月2日   | To the Brilliant Future -Angel Note Best Collection Volume X-                                               | Riryka                                                        | 「シャムロック」                                 | PCゲーム『プレスタ!〜Precious☆Star'sフェスティバル〜』オープニングテーマ                     |
| 8-29日   | できない私が、くり返す。 SOUNDTRACK                                                                         | Riryka                                                        | 「VOICE LETT;∃Я」                                | PCゲーム『できない私が、くり返す。』エンディングテーマ                                       |
| 2016年   | |                                                               |                                                  |                                                                                              |
| 1月29日  | Melodies〜Angel Note Best Collection Vol.11〜                                                               | Riryka、なかせひな                                            | 「Get The Future（ヴァ☆ニー vs. DJ 沖P Remix）」 |                                                                                              |
| 1月29日  | Melodies〜Angel Note Best Collection Vol.11〜                                                               | Riryka                                                        | 「天使の羽とクリスタル」                         | PCゲーム『サノバウィッチ』エンディングテーマ                                                 |
| 2月26日  | 吉原彼岸花 楽曲集                                                                                           | Riryka                                                        | 「相思花」                                       | PCゲーム『吉原彼岸花』オープニングテーマ                                                     |
| 2月26日  | 吉原彼岸花 楽曲集                                                                                           | Riryka                                                        | 「あなたとならば」                               | PCゲーム『吉原彼岸花』エンディングテーマ                                                     |
| 6月18日  | Angel Note Live 2016 会場限定シングルCD「Infinity」                                                         | 神代あみ、榊原ゆい、tohko、なかせひな、中山マミ、葉月、Riryka | 「Infinity」                                     | ライブイベント「Angel Note Live 2016」主題歌                                                 |
| 12月29日 | よめがみ My Sweet Goddess! ORIGINAL SOUND TRACKS                                                            | Riryka                                                        | 「メロディー」                                   | PCゲーム『よめがみ My Sweet Goddess!』エンディングテーマ                                     |
| 2017年   | |                                                               |                                                  |                                                                                              |
| 2月10日  | 千恋*万花 オリジナルサウンドトラック                                                                        | Riryka                                                        | 「ふたりで」                                     | PCゲーム『千恋*万花』茉子エンディングテーマ                                                  |
| 2018年   | |                                                               |                                                  |                                                                                              |
| 8月9日   | わんこの嫁入り～ようこそ！いぬのしっぽへ～ ORIGINAL SOUNDTRACK                                              | Riryka                                                        | 「プリムラ」                                     | PCゲーム『わんこの嫁入り～ようこそ!いぬのしっぽへ～』オープニングテーマ                      |
| 2020年   | |                                                               |                                                  |                                                                                              |
| 7月22日  | 喫茶ステラと死神の蝶 ORIGINAL SOUNDTRACK                                                                    | emari+、Riryka（コーラス参加）                                | 「Cold&Sweet」                                   | PCゲーム『喫茶ステラと死神の蝶』汐山涼音エンディングテーマ                                   |

### 収録CD不明
- CooL!! 〜強娘純恋歌〜OP主題歌「ときめきの神様歌手」
- 世界が終わる前に PCゲーム『学園妖精テトラスター』オープニングテーマ
- 慟哭のメロディー PCゲーム『美脚エージェント・麗華「くやしい!こんな卑怯なヤツに負けるなんて…」』エンディングテーマ
- Heaven's waltz PCゲーム『小公女シャルロット「ご主人様の処女人形」』オープニングテーマ
- 僕らの勇気は無限大！PCゲーム『超限勇希ムゲンフィニティ』オープニングテーマ
- Lust PCゲーム『学園退魔! ホーリー×モーリー』オープニングテーマ
- たからもの PCゲーム『現在もいつかもふぁるなルナ』エンディングテーマ
- 宿命のパヴァーヌ PCゲーム『輝光翼戦記 銀の刻のコロナ』オープニングテーマ
- 満ちた刻のスピカ PCゲーム『輝光翼戦記 銀の刻のコロナ』2ndオープニングテーマ
- 君だけの僕 PCゲーム『DRACU-RIOT!』エンディングテーマ
- Smash!!　(Short版は『戦乙女』らんなばうとっ!サウンドトラックCDに収録)PCゲーム『戦乙女（わるきゅーれ）らんなばうとっ！』オープニングテーマ

### ライブ映像
- 喰霊-零- THE LIVE DVD（2010年7月23日）
- YUZUSOFT SONG FES 2018 LIVE Blu-ray（2019年4月26日）

## 出演

### テレビ番組
- 地方競馬（リポーター、千葉テレビ）
- バカテレビ（CX系）
- ジャングルTVタモリの法則（TBS系）
- DODA（メイン司会、HTB）

### ラジオ
- ひなとRirykaのキラキラスパイス（2008年5月 - 2013年3月）

### 声優出演
OVA
- 倒凶十将伝 巻の弐 封印の巻（1999年、貴布たまき）- 広木由架名義

PCゲーム
- Love Call（2000年、麻生ひかり、倉岡ちひろ）- 未留来くるみ名義
- 蒐集者～コレクター～（2001年、一条恵美子）- みるくくるみ名義

ドラマCD
- 倒凶十将伝 外伝（1999年、貴布たまき）- 広木由架名義
- 倒凶十将伝 ドラマCD 魔王の心臓 前編（2000年、貴布たまき）- 広木由架名義

バラエティ番組
- 無意味良品（リンダ[1]）- 廣田由佳名義

CM
- 丸味屋「麻婆豆腐」
- マンナンライフ「クラッシュタイプ蒟蒻畑」
- 花王「クリアクリーン」「メリーズパンツ」

## 楽曲提供

### 本人の楽曲
2001年
- 夢の果て（作詞・作曲）※広木由架名義[1]

2004年
- INNOCENT（作詞）
- DESPERADO（作詞）
- Call On Me（作詞）
- オモイノチカラ（Studio Mebiusと共同作詞）※みるくくるみ名義
- 虹の向こう（作詞）

2005年
- 空にキス（作詞）
- IN THE DARK（作詞）
- 夢の終わり（作詞）
- 君と二人で（作詞）

2006年
- REAL（作詞）
- オレンジ（作詞）
- MISS YOU（作詞）
- 傷跡（作詞）

2007年
- 天空の風～long mix～（作詞）
- F値≒乙女値（作詞）
- 願い事（作詞）
- 光の向こう側（作詞）
- 月光〜君恋し夜〜（作詞）

2008年
- しずく（作詞・作曲）
- みだれ髪（作曲・編曲）
- 色褪せた旋律（作詞）
- 薔薇に抱かれて（作詞）
- 宝物（作詞・作曲）
- 約束〜YAKUSOKU〜（作詞）
- 僕らの未来（作詞）
- Moon Garden 〜恋物語〜（作詞）
- あの頃のように（作詞）
- NAMIDA（作詞）
- 誇り高き勇者（作詞）
- Blue Butterfly（作詞・作曲）

2009年
- 慟哭のメロディー（作詞）
- 世界が終わる前に（作詞）
- 笑顔に逢いたくて（作詞）
- 紅く染めて（作詞）
- ANDANTE（作詞）
- Paranoic（作詞）
- Sparkle days（作詞・作曲）

2010年
- everlasting（作詞）
- 砂時計（作詞・作曲）
- 嘘つき（作詞）
- TRIP（作詞）
- Heaven's waltz（作詞）

2011年
- たからもの（作詞）
- Heartbeat（作詞）

2012年
- PRIDE（作詞）
- 君だけの僕（作詞）
- 広田由佳名義アルバム『kiss&hug』収録曲
  - 明日の君へ（作詞）
  - 大切な人（作詞・作曲）
  - 楽しみな事（作詞・作曲）
  - 色褪せない物（作詞・作曲）
  - I LOVE YOU（作詞・作曲）

2013年
- 疾るセカイと僕らのミライ（作詞）
- キセキ（作詞）
- シャムロック（作詞）

2014年
- 始まりの日（作詞）

2015年
- 天使の羽とクリスタル（作詞）

2016年
- メロディー（作詞）

2019年
- with you…（作詞）

2023年
- DIVE（作詞）

### 作詞提供
時期不明
- takes a little time（サラサ）[1]

2002年
- IN YOU（アイアン・メイデン・ジャンヌ（堀江由衣））※広木由架名義[1]

2004年
- メリー・ゴー・ランド（ベアトリス・アリエステート（落合祐里香））[1]
- ピュアホワイト[1]
- 『Rune Princess Vocal Album』収録曲（※広木由架名義）
  - 届きますように。。。（ベアトリス・アリエステート（落合祐里香））
  - 君にハニーパイ（メアリッテ・サジテリアリア（田村ゆかり））
  - 以心伝心（メルシリス・ハイダラー（松来未祐））
  - キット…モット…（キャサリン・リオラント（飯塚雅弓））

2005年
- LEMON（TAMAGO）※広田由佳名義[1]

2006年
- ピース！（野中藍）※広田由佳名義[1]
- 追憶のノクターン（中原涼）
- 明日の空色（遊女）

2007年
- 榊原ゆい
  - Trust in me（2007年）[1]
  - 虹色の季節（2010年）

2008年
- Naked（松本潤[2]）※潤（松本潤）と共同作詞、廣田由佳名義[1]

2009年
- again（ゆうな(たかはし智秋)）
- Charge Of Soul（高志麻矢）
- こころのプリズム（桜坂かい）

2010年
- 青葉りんご
  - 青い鳥（2010年、長光麻夜（青葉りんご））
  - Love flower（2011年、プリモ（青葉りんご））

2012年
- NO LIMIT（鈴木恵莉央）

2013年
- 夢の続き（鈴木このみ）
- 私だけの空（天霧夕音（登代田瀬良））

2014年
- 空色の恋（のはらゆうか）

2015年
- 恋せよ乙女！（米倉千尋）
- Sweet Sweet アリス（黒咲そら）
- シャルロットの憂鬱（秋野花）

2016年
- 遥そら
  - とおりゃんせ〜甘美風来（2016年）
  - 惚れて揺れて恋焦がれ（2023年）
- RAINY DAY（星鹿りえ）- 浅生詠と共同作詞

2019年
- Cold&Sweet（emari+）

### 作曲提供
時期不明
- 心はハチャメチャカーニバル（倉田雅世、高木礼子、小林由美子）※広木由架名義[1]

2002年
- 恋はダッシュで！（ナナっぺ（桃森すもも））※広木由架名義[1]

2007年
- Letter（Aice5）※広田由佳名義

### 作詞・作曲提供
2002年
- 小さな手（Prits）※広木由架名義[1]
- 真昼の月（ナナりん（福井裕佳梨））※広木由架名義[1]

2004年
- 雲の向こうへ（ベアトリス・アリエステート（落合祐里香））※広木由架名義[1]

2006年
- fairy（野中藍）※広田由佳名義[1]
- 太陽とともに（皆川純子）※広田由佳名義[1]
- 約束（木氏沙織）※広田由佳名義[1]